# Miriam Adelson
Miriam Adelson (Tel Aviv, 10 ottobre 1945) è un'editrice e medico israeliana naturalizzata statunitense, divenuta miliardaria nel 1991 dopo il matrimonio con il magnate americano Sheldon Adelson (1933-2021). Proprietaria del Las Vegas Sands, editrice del giornale Israel Hayom e del Las Vegas Review-Journal, è anche proprietaria di maggioranza della squadra di basket dei Dallas Mavericks con suo genero Patrick Dumont e finanziatrice di iniziative politiche conservatrici negli Stati Uniti e in Israele.
Gli Adelson hanno donato in favore della campagna presidenziale del 2016 di Donald Trump, al fondo di difesa contro l'indagine Mueller sulle interferenze russe, oltre che alla campagna del 2020. Nella campagna elettorale del 2024, Adelson ha contribuito con più di 100 milioni di dollari in cambio del riconoscimento da parte degli Stati Uniti della sovranità di Israele sulla Cisgiordania.
A partire dal 2024, secondo Forbes, Adelson ha un patrimonio netto stimato di 32 miliardi di dollari, il che la rende la 53ª persona più ricca del mondo, l'israeliana più ricca e l'ottava donna più ricca d'America.

## Biografia
Miriam Farbstein (poi Adelson) è nata a Tel Aviv, Palestina mandataria nel 1945, da genitori fuggiti dalla Polonia prima dell'Olocausto. Suo padre era un membro di spicco del partito politico Mapam. Nel 1950 la sua famiglia si stabilì ad Haifa, dove il padre di Adelson possedeva e gestiva diversi cinema.
Ha frequentato la Hebrew Reali School per 12 anni. Ha prestato servizio militare obbligatorio come ufficiale medico a Ness Ziona. Dopo aver conseguito un Bachelor of Science in Microbiologia e Genetica presso l'Università Ebraica di Gerusalemme, ha conseguito una laurea in medicina presso la Sackler Medical School dell'Università di Tel Aviv.
Sposò Ariel Ochshorn, anche lui medico, dal quale ebbe due figli. Adelson divorziò da Ochshorn nel 1980, e mentre studiava alla Rockefeller University, incontrò Sheldon Adelson (1933-2021), che sposò nel 1991. È accreditata per aver influenzato le opinioni politiche di Sheldon su Israele ed è stata uno dei "vicepresidenti finanziari" per l'inaugurazione alla presidenza di Donald Trump.

### Attività professionale
Divenne un medico e alla fine capo internista in un pronto soccorso dell'ospedale Rokach (Hadassah) di Tel Aviv.
Dopo aver divorziato dal suo primo marito, è andata alla Rockefeller University nel 1986 come medico associato specializzato in tossicodipendenza. È stata mentore e ha collaborato con Mary Jeanne Kreek.

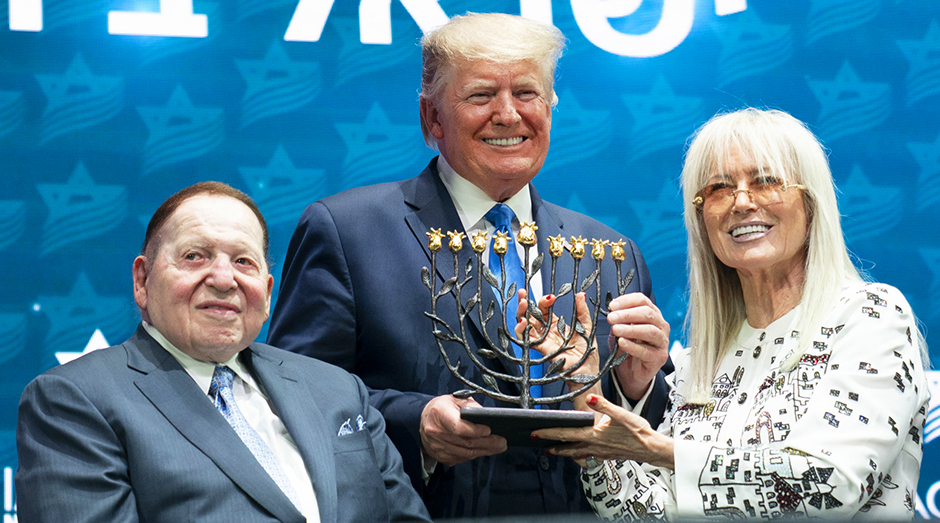
Adelson con suo marito e Donald Trump

Nel 1993 ha fondato un centro per l'abuso di sostanze e una clinica di ricerca. Nel 2000, lei e il suo secondo marito hanno aperto la Dr. Miriam and Sheldon G. Adelson Research Clinic a Las Vegas. Forte sostenitrice di Israele, ha ammesso che il suo cuore è sempre stato in quel paese e che è rimasta "bloccata" in America dopo aver incontrato suo marito.
Nel 2024 ha comprato da Mark Cuban la maggioranza della franchigia NBA Dallas Mavericks, lasciando a Cuban il controllo delle attività sportive.

### Supporto per Donald Trump
Adelson è nota per il suo sostegno a Donald Trump. Lei e suo marito sono stati i maggiori donatori di Trump in tutta una serie di iniziative, attività proseguita dalla Adelson anche dopo la morte del marito, con un grosso contributo anche per le elezioni presidenziali del 2024.
Ha scritto che Trump "dovrebbe godere di un ampio sostegno" tra gli ebrei statunitensi e gli israeliani, e che Trump merita un "Libro di Trump" nella Bibbia a causa del suo sostegno a Israele. Ha spinto per il perdono di Aviem Sella che ha spiato contro l'America. Adelson ha scritto che Trump rappresenta "la parentela, l'amicizia, il coraggio, il trionfo della verità" e che "gli israeliani e gli ebrei orgogliosi devono a Donald Trump la nostra gratitudine".

## Premi e riconoscimenti
- Medaglia presidenziale della libertà, assegnata dal presidente Donald Trump (2018)[34]
- Doctor Honoris Causa dell'Università di Tel Aviv (2007)[22]
- Miriam e Sheldon Adelson hanno ricevuto il Woodrow Wilson Award for Corporate Citizenship dal Woodrow Wilson International Center for Scholars della Smithsonian Institution nel 2008.[35]
- Nel 2013 ha ricevuto la cittadinanza onoraria di Gerusalemme.[36]